# Brestkujavski mir
Brestkujavski mir (poljsko Pokój w Brześciu Kujawskim, litovsko Brastos taika, nemško Friede von Brest (1435) je mirovni sporazum, podpisan 31. decembra 1435 v Brestu Kujavskem, s katerim se je končala poljsko-tevtonska vojna 1431-1435.
Sporazum je bil podpisan po porazu Livonskega reda v bitki z zavezniško poljsko-litovsko vojsko pri Wiłkomierzu. Tevtonski vitezi so se strinjali, da bodo prenehali podpirati Švitrigailo, ki je poskušal razbiti poljsko-litovsko zvezo, in da bodo v prihodnosti podpirali le velike vojvode, ki jih bosta skupaj izvolili Poljska in Litva. Sporazum  ni spremenil meja, določenih z Melnenjskim sporazumom, sklenjenim leta 1422. Brestkujavski mir je pokazal, da so tevtonski vitezi izgubili status univerzalnega misijonarstva. Tevtonski in Livonski red se nista več vmešavala v poljsko-litovske zadeve, pač pa sta se Poljska in Litva leta 1454 vmešali prusko državljansko vojno med pruskimi mesti in Tevtonskim redom, ki je prerasla v trinajstletno vojno in se končala z delitvijo Prusije.
Sporazum je vseboval določbo, da pritožba zoper sporazum niti pri papežu niti pri  cesarju Svetega rimskega cesarstva ni mogoča.
Sporazum je bil objavljen v cerkvi sv. Stanislava v Brestu Kujavskem.